# Fredrika Ramstedt
Carolina Fredrika "Fredrique" Ramstedt, född 11 augusti 1829 i Stockholm, död 23 november 1914 i Uppsala, var en svensk konstnär och florist. Hon ansågs som sin tids skickligaste florist i Stockholm. Hon tillverkade vaxblommor, som på den tiden var en nyhet och mycket populära, och även blommor av skinn, papper och tyg.    

## Biografi
År 1850 deltog hon i Svenska trädgårdsföreningens utställning i Stockholm med en "Victoria regia af vax", "framställd i sina trenne stadier af knopp, halfutsprucken och fullt utvecklad blomma". Verket hade beställts av en direktör Bastman, som visade det för Lovisa av Nederländerna och sedan anmälde det till utställningen, där det gjorde succé och blev hennes genombrott. 
1851 deltog hon i La Croix Salong vid Brunkebergstorg i Stockholm. Hon deltog i Världsutställningen i Paris 1855, där hon fick ett hedersomnämnande, mention honorable, och i Världsutställningen i London 1862, där hon fick medalj. Hon sökte samma år ett stipendium för en studieresa, dock utan framgång.  
Hennes förmåga att framställa naturtrogna blommor rekommenderades 1862 av botanisten, professor Andersson, "hvilken med det amplaste beröm talar om hennes förmåga att göra blommor i vax, till en alldeles förvånande likhet med lefvande, samt gör tillika en hvar, som det vederbör, uppmärksam på nyttan af denna sköna konst, äfven i vetenskaplig väg, enär han – och det med rätta – säger, att intet sätt att träffande framställa blommor, kan vara ändamålsenligare, än att i vax eftergöra de naturliga, ett försök, hvari mamsell Ramstedt lyckas öfvermåttan". Bland hennes kunder fanns doktor Hamberg, "för hvars naturaliesamlingar hon förfärdigat en myckenhet blommor, och som med mycket beröm utbreder sig öfver hennes talang i förfärdigandet af blommor, blad, knoppar, samt blom- och växtdelar" (1862), liksom en norsk kvinna, "statsrådinnan Lange", som tog lektioner av henne 1862.
1864–1866 Wilhelmina Stålberg uppgav att hon var:
"af alla erkänd såsom den svenska hufvudstadens skickligaste fleuriste [...]. Mamsell Ramstedt förfärdigar icke uteslutande vaxblommor. Hon har med samma framgång försökt sig i sådana af skinn, så länge detta i sanning vackra arbete, som på ett förvillande sätt liknade bildhuggeri, var modernt. Sedan kommo pappersblommor, deri mamsell Ramstedt, såsom en hvar vet, excellerat och deraf man sett de vackraste prof, såsom, vid flera expositioner m. m. – Tygblommor äro dock de, som, då alla andra arter uppkomma och försvinna med modet, längst bibehålla sig och helt säkert aldrig afläggas, just emedan de tjena till så många slags prydnader, ej blott för toiletten, utan äfven i rum. Det är medelst förfärdigandet af sådana, som den skickliga fleuristen nu egentligen sysselsätter och försörjer sig, och helt säkert önskar en hvar henne fortfarande lycka och framgång med sitt vackra, ehuru trägna och – just icke så mycket inbringande arbete, på samma gång vi lyckönska vårt land att äfven i den vägen ega något framstående".
Hon gifte sig 14 mars 1865 med undervägaren Johan Bernhard Wessberg (1820–1867), och 9 maj 1868 med Klas Jakob Söderman (1834–1908).